# 호한야선우
호한야선우(중국어 간체자: 呼韩邪单于, 정체자: 呼韓邪單于, 병음: Hūhányéchányú, ? ~ 기원전 31년)는 동흉노의 선우이다. 허려권거선우의 아들이며 질지골도후선우의 동생이다. 성명은 연제계후산(攣鞮稽侯狦). 한나라에 항복한 것이나 왕소군(王昭君)의 남편인 것으로 잘 알려져 있다.

## 대 악연구제 반란
기원전 61년 아버지 허려권거선우(虛閭權渠單于)가 죽자 우현왕(右賢王)이던 악연구제선우(握衍朐鞮單于)가 즉위했다. 계후산(稽侯狦)은 장인인 오선막(烏禪幕)에게 의탁했다. 오선막은 강거(康居)와 오손(烏孫) 사이의 소국에 있었는데 흉노에 칭신하고 오른쪽 땅을 받아서 일축왕(日逐王) 선현전(先賢撣)의 누이와 결혼한 인물이다. 그러나 일축왕은 악연구제선우와 사이가 나빴기에 부하 수만 기와 함께 한나라에 항복, 귀덕후(歸德侯)에 봉해졌다. 악연구제선우는 노하여 일축왕의 동생들을 죽였다. 또한 악연구제선우의 태자 좌현왕(左賢王)이 좌측 지역(동방)의 귀족들을 중상모략했기 때문에 이들이 계후산을 호한야선우(呼韓邪單于)로 옹립하고 싸웠다. 악연구제선우는 패배하였고 동생 좌현왕에게 도움을 청했으나, 좌현왕이 거절해 기원전 59년 자살했다.

## 5선우 난립과 통합
이후 좌현왕을 암살하려 했으나 들통나, 좌현왕과 예전 악연구제선우를 옹립한 도륭기(都隆奇)가 함께 새로 옹립한 도기선우(屠耆單于)와의 싸움에서 패배했다. 그리고 도기선우 세력이 내분에 빠져 오자선우(烏藉單于)·호걸선우(呼揭單于)·거리선우(車犁單于)가 자립하는 5선우 난립기가 시작되었다. 이 중 오자선우와 거리선우가 도기선우에 격파됐고, 달아난 오자선우·거리선우가 호걸선우와 연합, 거리선우를 제외한 나머지 둘은 선우 칭호를 포기하고 거리선우를 보좌했다. 호한야선우는 동생 우녹리왕(右谷蠡王)을 보내 도기선우가 자신을 대비하기 위해 배치한 좌대장과 도위를 격파했다. 이에 기원전 56년 도기선우가 6만 기를 이끌고 흡돈(闟敦)에서부터 천 리를 가서 자신을 치러 오자, 4만 기를 거느리고 도기선우를 맞아 싸웠다. 이 싸움에서 도기선우가 져 자살하고, 거리선우와 그를 보좌하는 옛 호걸선우와 옛 오자선우인 오자도위(烏藉都尉)를 항복시켜 일시적으로 통일을 이룩했다.

## 형과의 내전
그러나 흉노의 내란은 금방 다시 시작되어서, 이릉(李陵)의 아들이 오자도위를 도로 오자선우로 세워 둘을 쳐 죽였다. 겨우 선우정(單于庭)으로 돌아왔지만, 이 시점에서 분명 유일한 선우임에도 그가 거느린 무리는 수만 명에 불과했다. 도기선우의 종제 휴순왕(休旬王)이 5~6백기를 거느리고 좌대저거(左大且渠)를 쳐 죽이고 그 세력을 빼앗아 흉노의 우편(서편)에서 자립해 윤진선우(閏振單于)라 일컬었다. 그리고 호한야선우의 형 연제호도아사(攣鞮呼屠吾斯)가 자립하여 질지선우(郅支骨都侯單于)를 칭하고 흉노의 동편에 웅거했다. 질지선우는 윤진선우를 요격해 죽이고 호한야선우를 격파했다.

## 한나라에 투항
패배한 호한야선우의 신하 중 좌이질자왕(左伊秩訾王)이 한나라에 칭신하고 도움을 요청하자고 진언했다. 반대가 많았지만 최종적으로 받아들여저 기원전 53년 호한야는 아들을 한나라에 입조시켰다. 질지골도선후 역시 한나라에 도움을 청하며 입조했다.
이듬해 호한야선우는 스스로 오원(五原)의 요새를 찾아갔고 기원전 51년 정월 입조할 것을 청원했다. 호한야선우가 입조하자 선제는 감천궁(甘泉宮)에서 호한야선우를 만나 그를 제후왕보다 상위에 위치하는 것으로 결청, 신(臣)을 치하지 않아도 되고 이름을 말하지 않아도 괜찮으며 중국의 왕관이나 옷, 황금옥새 등을 내리고 군사와 식량을 내어 호한야선우를 도왔다.
질지골도후선우는 서쪽의 오손을 공격했는데, 오손은 한나라가 호한야선우를 받아들였다는 것을 알고 질지골도후선우를 거부했다.
원제 때도 한은 호한야선우에게 식량을 공급하면서, 한나라 사자를 죽인 질지골도후선우를 토벌하도록 촉구했다. 호한야선우는 북으로 돌아갈 때 동행한 한나라의 거기도위(車騎都尉) 한창(韓昌), 광록대부(光祿大夫) 장맹(張猛)과 함께 월지(月氏) 왕의 두개골로 만든 술잔으로 “오늘 이후로 한과 흉노는 가족이며 대대로 서로 속이고 공격할 수 없다”고 연맹을 맺었다. 호한야선우가 북으로 돌아가자 사람들이 그에게 귀순하여 흉노는 평정되었다.
기원전 36년, 질지골도후선우는 서역도호(西域都護) 감연수(甘延壽)와 서역부교위(西域副校尉) 진탕(陳湯)의 공격을 받고 멸망했다. 호한야선우는 기뻐하면서도 한나라를 두려워하여 기원전 33년 재차 입조하였다. 이때 호한야선우는 한나라의 사위가 되기를 바랬고 원제는 후궁 왕소군을 녕호연지(寧胡閼氏)로 하사했다.

## 후계 문제
호한야선우는 좌이질자왕(左伊秩訾王)의 형 호연왕(呼衍王)의 두 딸을 사랑해 장녀를 전거연지(顓渠閼氏), 차녀를 대연지(大閼氏)로 들였는데, 전거연지에게서 삼남 저막거(且莫車), 사남 낭지아사(曩知牙斯), 대연지에게 장남 조도막고(雕陶莫皋), 차남 저미서(且麋胥)를 보았다. 저막거가 사랑을 받았고 전거연지가 가장 귀하므로 호한야선우는 저막거를 세우려 했으나, 전거연지는 어린 저막거가 이미 쇠퇴해 한나라에 복종하는 흉노의 선우로서는 부적합하므로, 동족인 동생 대연지의 장남 조도막고를 세우려 했다. 대연지는 자신이 전거연지보다 지위가 낮으므로 마땅히 낮은 조도막고로는 안 된다고 했지만, 호한야선우는 결국 전거연지의 말을 따르고, 대신 조도막고의 동생들이 차례로 선우가 되게 했다.
재위 28년만인 기원전 31년 사망했고 아들 연제조도막고(攣鞮雕陶莫皋)가 복주류약제선우(復株絫若鞮單于)로 즉위하여 뒤를 이었다.

## 가계
- 허려권거선우
  - 질지골도후선우 (형)
  - 호한야선우
  - =전거연지
    - 거아약제선우
    - 오주류약제선우

  - =대연지
    - 복주류약제선우
    - 수해약제선우

  - =왕소군
    - 우일축왕 이도지아사

  - (기타 연지)
    - (10여 명의 아들)

## 참고 자료
- 반고 저 《전한서》 권제94 흉노전

| 선대 악연구제선우 | 동흉노의 선우 기원전 58년 ~ 기원전 31년 (대립선우 도기선우 기원전 58년 ~ 기원전 56년) (대립선우 호걸선우 기원전 57년) (대립선우 거리선우 기원전 57년 ~ 기원전 56년) (대립선우 오자선우 기원전 57년 ~ 기원전 56년) (대립선우 윤진선우 기원전 56년 ~ 기원전 54년) (서흉노 질지골도후선우 기원전 56년 ~ 기원전 36년) | 후대 복주류약제선우 |